# Felice Herrig
Felice Nicole Herrig, née le 18 septembre 1984 à Buffalo Grove (Illinois), est une pratiquante de MMA américaine évoluant au sein de l'Ultimate Fighting Championship dans la catégorie des poids pailles.

## Carrière en kick-boxing
Felice Herrig a été sacrée championne professionnelle IKF (International Kickboxing Federation) en 2008.

## Parcours en MMA

### Bellator Fighting Championships
Pour ses débuts au Bellator Fighting Championships Felice Herrig est opposée à sa compatriote Heather Jo Clark le 28 mars 2013 au Bellator 94 qui a lieu en Floride à Tampa. Le combat est très équilibré et elle obtient la victoire par décision partagée (29-28, 29-28, 28-29).

### Xtreme Fighting Championships
Felice Herrig rencontre l'Américaine Carla Esparza le 2 décembre 2011 lors du XFC 15: Tribute à Tampa (États-Unis). Carla Esparza domine le combat grâce à sa lutte qui laisse peu d'espace d'expression à son adversaire. Felice Herrig est déclarée vaincue par décision unanime (30-27, 30-27, 30-27).

### Ultimate Fighting Championship
Le 12 décembre 2014 Felice Herrig participe pour la première fois à un événement UFC. Elle est opposée, à la lutteuse américaine Lisa Ellis lors de l'évènement The Ultimate Fighter: A Champion Will Be Crowned Finale se déroulant à Las Vegas aux États-Unis. Elle remporte le combat par soumission en plaçant une clé de bras au deuxième round.

### Distinctions
- Ultimate Fighting Championship
  - Performance de la soirée (une fois)

## Palmarès en MMA
| 22 combats     | 14 victoires | 8 défaites |
| Par KO         | 1            | 0          |
| Par soumission | 4            | 0          |
| Sur décision   | 9            | 8          |

| Résultat | Record | Adversaire             | Méthode                                | Événement                                               | Date             | Round | Temps | Lieu                                    | Notes                     |
| -------- | ------ | ---------------------- | -------------------------------------- | ------------------------------------------------------- | ---------------- | ----- | ----- | --------------------------------------- | ------------------------- |
| Défaite  | 14-8   | Michelle Waterson      | Décision unanime                       | UFC 229: Khabib vs. McGregor                            | 6 octobre 2018   | 3     | 5:00  | Las Vegas, Nevada, États-Unis           |                           |
| Défaite  | 14-7   | Karolina Kowalkiewicz  | Décision partagée                      | UFC 223: Khabib vs. Iaquinta                            | 7 avril 2018     | 3     | 5:00  | New York, New York, États-Unis          |                           |
| Victoire | 14-6   | Cortney Casey          | Décision partagée                      | UFC 218: Holloway vs. Aldo II                           | 2 décembre 2017  | 3     | 5:00  | Détroit, Michigan, États-Unis           |                           |
| Victoire | 13-6   | Justine Kish           | Décision unanime                       | UFC Fight Night: Chiesa vs. Lee                         | 25 juin 2017     | 3     | 5:00  | Oklahoma City, Oklahoma, États-Unis     |                           |
| Victoire | 12-6   | Alexa Grasso           | Décision unanime                       | UFC Fight Night: Bermudez vs. Korean Zombie             | 4 février 2017   | 3     | 5:00  | Houston, Texas, États-Unis              |                           |
| Victoire | 11-6   | Kailin Curran          | Soumission (étranglement arrière)      | UFC on Fox: Holm vs. Shevchenko                         | 23 juillet 2016  | 1     | 1:59  | Chicago, Illinois, États-Unis           | Performance de la soirée. |
| Défaite  | 10-6   | Paige VanZant          | Decision unanime                       | UFC on Fox: Machida vs. Rockhold                        | 18 avril 2015    | 3     | 5:00  | Newark, New Jersey, États-Unis          |                           |
| Victoire | 10-5   | Lisa Ellis             | Soumission (clé de bras)               | The Ultimate Fighter: A Champion Will Be Crowned Finale | 12 décembre 2014 | 2     | 3:05  | Las Vegas, Nevada, États-Unis           |                           |
| Défaite  | 9-5    | Tecia Torres           | Decision unanime                       | Invicta FC 7: Honchak vs. Smith                         | 7 décembre 2013  | 3     | 5:00  | Kansas City, Missouri, États-Unis       |                           |
| Victoire | 9-4    | Heather Jo Clark       | Decision partagée                      | Bellator 94                                             | 28 mars 2013     | 3     | 5:00  | Tampa, Floride, États-Unis              |                           |
| Victoire | 8-4    | Patricia Vidonic       | Decision unanime                       | Bellator 84                                             | 14 décembre 2012 | 3     | 5:00  | Hammon, Indiana, États-Unis             |                           |
| Victoire | 7-4    | Simona Soukupova       | Decision unanime                       | XFC 19: Charlotte Showdown                              | 3 août 2012      | 3     | 5:00  | Charlotte, Caroline du Nord, États-Unis |                           |
| Victoire | 6-4    | Patricia Vidonic       | Decision unanime                       | XFC 17: Apocalypse                                      | 13 avril 2012    | 3     | 5:00  | Jackson, Tennessee, États-Unis          |                           |
| Défaite  | 5-4    | Carla Esparza          | Decision unanime (30-27, 30-27, 30-27) | XFC 15: Tribute                                         | 2 décembre 2011  | 3     | 5:00  | Tampa, Floride, États-Unis              |                           |
| Victoire | 5-3    | Nicdali Rivera-Calanoc | Decision unanime                       | Xtreme Fighting Organization 39                         | 13 mai 2011      | 3     | 5:00  | Hoffman Estates, Illinois, États-Unis   |                           |
| Victoire | 4-3    | Andrea Miller          | TKO (coups de poing)                   | Chicago Cagefighting Championship 3                     | 5 mars 2011      | 1     | 3:30  | Villa Park, Illinois, États-Unis        |                           |
| Défaite  | 3-3    | Barb Honchak           | Decision unanime                       | Hoosier Fight Club 6: New Years Nemesis                 | 14 janvier 2011  | 3     | 5:00  | Valparaiso, Indiana, États-Unis         |                           |
| Victoire | 3-2    | Amanda Lavoy           | Soumission (clé de bras)               | Xtreme Fighting Organization 37                         | 4 décembre 2010  | 1     | 3:35  | Chicago, Illinois, États-Unis           |                           |
| Victoire | 2-2    | Jessica Rakoczy        | Décision partagée                      | Bellator 14                                             | 15 avril 2010    | 3     | 5:00  | Chicago, Illinois, États-Unis           |                           |
| Victoire | 1-2    | Michele Gutierrez      | Soumission (clé de bras)               | Unconquered 1: November Reign                           | 20 novembre 2009 | 2     | 2:03  | Coral Gables, Floride, États-Unis       |                           |
| Défaite  | 0-2    | Valerie Coolbaugh      | Décision partagée                      | Xtreme Fighting Organization 29                         | 17 avril 2009    | 3     | 5:00  | Lakemoor, Illinois, États-Unis          |                           |
| Défaite  | 0-1    | Iman Achhal            | Décision partagée                      | UWC: Man "O" War                                        | 21 février 2009  | 3     | 5:00  | Fairfax, Virginie, États-Unis           |                           |